# Lijst van voetbalinterlands Australië - Noord-Macedonië
Deze lijst van voetbalinterlands is een overzicht van alle officiële voetbalwedstrijden tussen de nationale teams van Australië en Noord-Macedonië (dat tussen 1993 en 2019 onder de naam Macedonië speelde). De landen speelden tot op heden twee keer tegen elkaar. De eerste ontmoeting, een vriendschappelijke wedstrijd, werd gespeeld op 12 maart 1997 in Skopje. Het laatste duel, eveneens een vriendschappelijke wedstrijd, vond plaats in Skopje op 30 maart 2015.

## Wedstrijden
| № | Plaats | Datum         | Competitie        | Wedstrijd             | Uitslag |
| - | ------ | ------------- | ----------------- | --------------------- | ------- |
| 1 | Skopje | 12 maart 1997 | Vriendschappelijk | Macedonië – Australië | 0 – 1   |
| 2 | Skopje | 30 maart 2015 | Vriendschappelijk | Macedonië – Australië | 0 – 0   |

## Samenvatting
| Competitie        | Totaal gespeeld | Winst Australië | Gelijk | Winst Noord-Macedonië | Doelsaldo Australië – Noord-Macedonië |
| ----------------- | --------------- | --------------- | ------ | --------------------- | ------------------------------------- |
| Vriendschappelijk | 2               | 1               | 1      | 0                     | 1 − 0                                 |
| Totaal            | 2               | 1               | 1      | 0                     | 1 − 0                                 |

Wedstrijden bepaald door strafschoppen worden, in lijn met de FIFA, als een gelijkspel gerekend.

## Details

### Eerste ontmoeting
| Vriendschappelijk (Skopje, Macedonië, 12 maart 1997): |              | |
| Macedonië | 0 – 1        | Australië |
| | goals        | 89' Aurelio Vidmar |
| Gjoko Hadžievski | bondscoach   | Terry Venables |
| Dančo Celeski Goce Sedloski Mitko Stojkovski Ljupčo Markovski Igor Saša Nikolovski Zoran Jovanovski 75' Vlatko Gošev 65' Dževdet Šainovski Ǵorǵi Hristov 46' Milan Stojanovski Saša Ćirić 46' | opstellingen | Mark Bosnich Steve Horvat Mehmet Durakovic George Kulscar Tony Vidmar Robbie Slater 72' Steve Corica 64' Nedijeljko Zelić Aurelio Vidmar Mark Viduka 46' John Aloisi |
| Artim Šakiri 46' Toni Mičevski 46' Toni Naumovski 65' Husein Beganović 75' | wissels      | 46' Damian Mori 64' Danny Tiatto 72' Josip Skoko |
| Artim Šakiri | gele kaarten | |
| - Debuut van Dževdet Šainovski (FK Vardar) voor Macedonië. |              | |

### Tweede ontmoeting
| Vriendschappelijk (Skopje, Macedonië, 30 maart 2015): |              | |
| Macedonië | 0 – 0        | Australië |
| | goals        | |
| Boško Đurovski | bondscoach   | Ange Postecoglou |
| Martin Bogatinov 46' Vanče Šikov Kire Ristevski Daniel Geogievski 74' Darko Velkoski Duško Trajčevski 86' Artim Položani Dejan Blaževski Aleksandar Trajkovski 70' Marjan Radeski 46' Agim Ibraimi | opstellingen | 61' Adam Federici Alex Wilkinson 46' Trent Sainsbury Aziz Behich 46' James Troisi 62' Aaron Mooy Massimo Luongo 72' Mile Jedinak Tarek Elrich 82' Nathan Burns Mathew Leckie |
| Kristijan Naumovski 46' Blagoja Todorovski 46' Besart Abdurahimi 70' Stefan Ristovski 74' Enis Bardhi 86'                                                                                          | wissels      | 46' Bailey Wright 46' Tommy Oar 61' Mitchell Langerak 62' Tomi Jurić 72' Oliver Bozanić 82' Chris Ikonomidis                                                                 |
| Duško Trajčevski | gele kaarten | Aaron Mooy Mile Jedinak |
| - Debuut van Duško Trajćevski (FK Rabotnički) voor Macedonië. - Debuut van Tarek Elrich (Adelaide United) en Chris Ikonomidis (Lazio Roma) voor Australië.                                         |              | |

FFA · A-internationals · Selecties · Bondscoaches · Australisch vrouwenelftal · Australië U21 · Australië U20 · Australië U19 · Australië U18 · Australië U17
1920 – 1929 · 
1930 – 1939 · 
1940 – 1949 · 
1950 – 1959 · 
1960 – 1969 · 
1970 – 1979 · 
1980 – 1989 · 
1990 – 1999 · 
2000 – 2009 · 
2010 – 2019 ·
2020 − 2029
WK 1974 ·
WK 2006 ·
WK 2010 · 
WK 2014 · 
WK 2018
OS 1956 · 
OS 1988 · 
OS 1992 · 
OS 1996 · 
OS 2000 · 
OS 2004 · 
OS 2008 · 
OS 2020
1922 ·
1923 · 
1924 · 
1925–1932 ·
1933 ·
1934–1935 ·
1936 ·
1937 ·
1938 ·
1939–1946 ·
1947 · 
1948 · 
1949 ·
1950 · 
1951–1953 ·
1954 · 
1955 · 
1956 · 
1957 ·
1958 · 
1959–1964 · 
1965 · 
1966 ·
1967 ·
1968 ·
1969 · 
1970 · 
1971 ·
1972 · 
1973 · 
1974 · 
1975 · 
1976 · 
1977 · 
1978 · 
1979 · 
1980 · 
1981 · 
1982 · 
1983 · 
1984 · 
1985 · 
1986 · 
1987 · 
1988 · 
1989 · 
1990 · 
1991 · 
1992 · 
1993 · 
1994 · 
1995 · 
1996 · 
1997 · 
1998 · 
1999 · 
2000 · 
2001 · 
2002 · 
2003 · 
2004 · 
2005 · 
2006 · 
2007 · 
2008 · 
2009 · 
2010 · 
2011 · 
2012 · 
2013 ·
2014 · 
2015 · 
2016 ·
2017 ·
2018 ·
2019 ·
2020 ·
2021
Amerikaans-Samoa ·
Argentinië ·
Bahrein ·
Bangladesh ·
België ·
Brazilië ·
Bulgarije ·
Cambodja ·
Canada ·
Chili ·
China ·
Colombia ·
Cookeilanden ·
Costa Rica ·
DDR ·
Denemarken ·
Duitsland ·
Ecuador ·
Egypte ·
Engeland ·
Fiji ·
Filipijnen ·
Frankrijk ·
Ghana ·
Griekenland ·
Guam ·
Honduras ·
Hongarije ·
Hongkong ·
Ierland ·
India ·
Indonesië ·
Irak ·
Iran ·
Israël ·
Italië ·
Jamaica ·
Japan ·
Jordanië ·
Kameroen ·
Kenia ·
Kirgizië ·
Koeweit ·
Kroatië ·
Libanon ·
Liechtenstein ·
Maleisië ·
Marokko ·
Mexico ·
Nederland ·
Nepal ·
Nieuw-Caledonië ·
Nieuw-Zeeland ·
Nigeria ·
Noord-Ierland ·
Noord-Korea ·
Noord-Macedonië ·
Noorwegen ·
Oezbekistan ·
Oman ·
Palestina ·
Papoea-Nieuw-Guinea ·
Paraguay ·
Peru ·
Polen ·
Qatar ·
Roemenië ·
Salomonseilanden ·
Samoa ·
Saoedi-Arabië ·
Schotland ·
Servië ·
Singapore ·
Slovenië ·
Slowakije ·
Spanje ·
Syrië ·
Tadzjikistan ·
Tahiti ·
Taiwan ·
Thailand ·
Tonga ·
Tsjechië ·
Tsjecho-Slowakije ·
Tunesië ·
Turkije ·
Uruguay ·
Vanuatu ·
Venezuela ·
Verenigde Arabische Emiraten ·
Verenigde Staten ·
Vietnam ·
Wales ·
Zimbabwe ·
Zuid-Afrika ·
Zuid-Korea ·
Zuid-Vietnam ·
Zweden ·
Zwitserland
Amerikaans-Samoa (2001) · 
Argentinië (2022) ·
Brazilië (1997) · 
Brazilië (2006) · 
Chili (2014) · 
Denemarken (2018) · 
Denemarken (2022) · 
Duitsland (2010) · 
Frankrijk (2018) · 
Italië (2006) · 
Japan (2006) · 
Kroatië (2006) · 
Nederland (2014) · 
Peru (2018) · 
Spanje (2014) · 
Zuid-Korea (2015, 2)
FFM · A-internationals · Bondscoaches · Statistieken · Macedonisch vrouwenelftal · Olympisch elftal · Noord-Macedonië U21 · Noord-Macedonië U20 · Noord-Macedonië U19 · Noord-Macedonië U18 · Noord-Macedonië U17 · Noord-Macedonië U16
1993 – 1999 ·
2000 – 2009 ·
2010 – 2019 ·
2020 − 2029
EK 2020
1993 · 
1994 · 
1995 · 
1996 · 
1997 · 
1998 · 
1999 · 
2000 · 
2001 · 
2002 · 
2003 · 
2004 · 
2005 · 
2006 · 
2007 · 
2008 · 
2009 · 
2010 · 
2011 · 
2012 · 
2013 · 
2014 · 
2015 · 
2016 ·
2017 ·
2018 ·
2019 ·
2020 ·
2021 ·
2022 ·
2023
Albanië ·
Andorra ·
Angola ·
Armenië ·
Australië ·
Azerbeidzjan ·
Bahrein ·
België ·
Bosnië en Herzegovina ·
Bulgarije ·
Canada ·
China ·
Cyprus ·
Denemarken ·
Duitsland ·
Ecuador ·
Egypte ·
Engeland ·
Estland ·
Faeröer ·
Finland ·
Georgië ·
Gibraltar ·
Hongarije ·
Ierland ·
IJsland ·
Iran ·
Israël ·
Italië ·
Jamaica ·
Joegoslavië ·
Kameroen ·
Kazachstan ·
Kosovo ·
Kroatië ·
Letland ·
Libanon ·
Liechtenstein ·
Litouwen ·
Luxemburg ·
Malta ·
Moldavië ·
Montenegro ·
Nederland ·
Nigeria ·
Noorwegen ·
Oekraïne ·
Oman ·
Oostenrijk ·
Paraguay ·
Polen ·
Portugal ·
Qatar ·
Roemenië ·
Rusland ·
Saoedi-Arabië ·
Schotland ·
Servië ·
Slovenië ·
Slowakije ·
Spanje ·
Tsjechië ·
Turkije ·
Verenigde Staten ·
Wales ·
Wit-Rusland · 
Zuid-Korea ·
Zweden
Nederland (2021) · 
Oekraïne (2021) · 
Oostenrijk (2021)